# Royce O’Neale
Royce Khalil O’Neale (* 5. Juni 1993 in Killeen, Texas) ist ein US-amerikanischer Basketballspieler, der zurzeit bei den Phoenix Suns in der NBA unter Vertrag steht.

## Karriere
O’Neale spielte Collegebasketball zunächst für die University of Denver und wechselte 2013 an die Baylor University. Nach seiner Collegekarriere wurde er im NBA-Draft 2015 von keinem Team berücksichtigt und spielte zunächst in Europa für Riesen Ludwigsburg und CB Gran Canaria. Im Juli 2017 unterschrieb er für den litauischen Spitzenklub BC Žalgiris. 
Nachdem er in der NBA Summer League 2017 für die Utah Jazz überzeugen konnte, wurde er von diesen fest verpflichtet und der Vertrag mit Žalgiris aufgelöst. Bei den Jazz wurde sein Vertrag im Januar 2020 um vier weitere Jahre verlängert.
Am 30. Juni wurde O‘Neale für das Erstrundenwahlrecht der Brooklyn Nets im NBA-Draft 2023 zu diesen transferiert.

## Karriere-Statistiken

### NBA

#### Reguläre Saison
| Saison  | Team               | GP  | GS  | MPG  | FG % | 3P % | FT % | RPG | APG | SPG | BPG | PPG |
| ------- | ------------------ | --- | --- | ---- | ---- | ---- | ---- | --- | --- | --- | --- | --- |
| 2017–18 | Utah               | 69  | 4   | 16.7 | .423 | .356 | .803 | 3.4 | 1.4 | 0.5 | 0.2 | 5.0 |
| 2018–19 | Utah               | 82  | 16  | 20.4 | .475 | .386 | .762 | 3.5 | 1.5 | 0.7 | 0.3 | 5.2 |
| 2019–20 | Utah               | 71  | 62  | 28.9 | .433 | .377 | .764 | 5.5 | 2.5 | 0.8 | 0.5 | 6.3 |
| 2020–21 | Utah               | 71  | 71  | 31.6 | .444 | .385 | .848 | 6.8 | 2.5 | 0.8 | 0.5 | 7.0 |
| 2021–22 | Utah               | 77  | 77  | 31.2 | .457 | .389 | .804 | 4.8 | 2.5 | 1.1 | 0.4 | 7.4 |
| 2022–23 | Brooklyn           | 76  | 53  | 31.7 | .386 | .389 | .725 | 5.1 | 3.7 | 0.9 | 0.6 | 8.8 |
| 2022–23 | Brooklyn / Phoenix | 79  | 14  | 24.7 | .397 | .370 | .686 | 4.8 | 2.8 | 0.7 | 0.6 | 7.7 |
| Gesamt  | Gesamt             | 525 | 297 | 26.4 | .426 | .381 | .773 | 4.8 | 2.4 | 0.8 | 0.4 | 6.8 |

#### Play-offs
| Saison  | Team     | GP | GS | MPG  | FG % | 3P % | FT %  | RPG | APG | SPG | BPG | PPG  |
| ------- | -------- | -- | -- | ---- | ---- | ---- | ----- | --- | --- | --- | --- | ---- |
| 2017–18 | Utah     | 11 | 5  | 23.5 | .500 | .357 | .632  | 3.5 | 1.4 | 0.9 | 0.4 | 7.1  |
| 2018–19 | Utah     | 5  | 0  | 27.4 | .467 | .348 | .750  | 4.6 | 1.6 | 0.4 | 0.4 | 10.6 |
| 2019–20 | Utah     | 7  | 7  | 35.6 | .406 | .455 | .500  | 5.4 | 2.7 | 1.3 | 0.3 | 5.6  |
| 2020–21 | Utah     | 11 | 11 | 36.7 | .506 | .467 | .833  | 7.3 | 2.1 | 1.1 | 0.3 | 11.3 |
| 2021–22 | Utah     | 6  | 6  | 31.3 | .400 | .280 | 1.000 | 5.7 | 1.5 | 0.5 | 0.2 | 6.2  |
| 2022–23 | Brooklyn | 4  | 0  | 29.5 | .241 | .182 | 1.000 | 4.3 | 3.5 | 1.3 | 0.3 | 5.0  |
| 2023–24 | Phoenix  | 4  | 2  | 26.0 | .318 | .333 | —     | 4.8 | 1.0 | 0.3 | 0.0 | 5.0  |
| Gesamt  | Gesamt   | 48 | 31 | 30.4 | .438 | .369 | .711  | 5.2 | 1.9 | 0.9 | 0.3 | 7.7  |